# Reinhard Wnendt
Reinhard Wnendt (* 1949 in Plettenberg) ist ehemaliger stellvertretender Landesvorsitzender der Partei Die Republikaner.

## Politische Laufbahn
1989 gründete sich in Wnendts Heimatstadt Plettenberg ein Ortsverein der Republikaner, dessen Vorsitz er bis zu seinem Parteiaustritt innehatte. 1993 gehörte Wnendt laut dem Rechenschaftsbericht der Partei mit über DM 88.000 zu den größten Spendern der Partei.
NRW-Innenminister Herbert Schnoor begründete Anfang der 1990er Jahre die Überwachung der Republikaner durch den Verfassungsschutz unter anderem mit rassistischer Hetze Wnendts. Der REP-Landesverband argumentierte, bei Wnendts „Pöbeleien“ handle es sich um „örtliche Auswüchse“ für die die Landespartei nicht verantwortlich sei – obwohl Wnendt kurz zuvor in den republikanischen Landesvorstand gewählt worden war. Aussagen Wnendts wurden im Verfassungsschutzbericht als bezeichnend für die „fremdenfeindliche Agitation der REP“ herausgestellt. Wnendt sprach im Zuge der Diskussion um Bürgerkriegsflüchtlinge aus dem ehemaligen Jugoslawien davon, es könne nicht behauptet werden „verschiedene Völker könnten im multikulturellen Mischmasch zusammenleben, ohne daß es zu Ausschreitungen kommt“ Jeder, der die Probleme der Masseneinwanderung verharmlose, trage zur „Umvolkung“ in Deutschland bei. Ab Sommer 1997 betrieb Wnendt als stellvertretender Landesvorsitzender zudem drei „Info-Telefone“, in denen „in ehrverletzender Weise gegen Fremde gehetzt werde“.
Wnendt war ein Gegner des nordrhein-westfälischen Landesvorsitzenden Rolf Schlierer und sprach sich im Landesvorstand wiederholt für eine Aufhebung der Abgrenzungsbeschlüsse zu anderen rechtsextremen Organisationen aus. Im Juni 1998 wurde Wnendt als stellvertretender Landesvorsitzender abgesetzt und trat im gleichen Jahr aus der Partei aus. Nach seinem Austritt forderte Wnendt in einem seiner „Info-Telefone“ die fortdauernde Überwachung der Republikaner durch den Verfassungsschutz wegen „innerparteilicher antidemokratischer Tendenzen“.
Anfang 2000 wurde bekannt, dass Wnendt mehrere Domains mit extremistischen Bezügen registriert hatte, darunter rechtsradikalismus.de, heinrich-himmler.de, rudolf-hess.de oder rechtes-infotelefon.de.
2014 gründete sich in Wnendts Heimatstadt Plettenberg ein kommunaler Ableger der AfD. Wnendt gilt laut Lokalpresse als spiritus rector der Ortspartei.

## Sonstiges
Wnendt ist Bankkaufmann.